# Fédération de chasse sous-marine passion
La Fédération de chasse sous-marine passion (FCSMP, FCSM Passion) est une fédération sportive, française ayant pour vocation la réunion d'usagers du milieu marin, de clubs sportifs et d'associations regroupant des pratiquants de la chasse sous-marine en apnée, souhaitant continuer à pratiquer leur loisir dans un esprit de développement durable, de respect de la biodiversité et de l'environnement.

## Historique
Le 24 novembre 2003, la FCSMP est fondée sous la forme d'une association loi de 1901.
En septembre 2007, dans un contexte général jugé hostile à la chasse sous-marine (développement des aires marines protégées, projet de permis de chasse sous-marine payant), une quinzaine de membres réactivent la FCSMP afin de se donner les moyens d'agir.
En 2010, la FCSMP rédige la « Charte du pêcheur sous-marin responsable » avec le soutien de la commission nationale Pêche sous-marine de la FFESSM. Le 18 janvier, la FCSMP et la FFESSM signent conjointement le document au 12e salon international de la plongée sous-marine à Versailles.
Le 7 juillet 2010, après deux années de gestation, les ministres Jean-Louis Borloo et Bruno Le Maire, la FCSMP et les principaux acteurs du monde de la pêche et de la plaisance signent la charte d'engagements et d'objectifs pour une pêche maritime de loisir écoresponsable.

## Objectifs
Les principaux buts déclarés de la FCSMP tels qu'ils figurent dans ses statuts sont :
- de valoriser l’image de la pêche sous-marine en apnée à travers la promotion d’une pratique responsable, sécurisée, respectueuse du milieu et des peuplements ;
- de contribuer activement à la préservation du milieu marin en participant à des opérations citoyennes de protection et de restauration de l'environnement. Elle s’engage à animer un réseau permanent de sentinelles chargées de reporter aux autorités compétentes toutes atteintes ou risques liés à l'environnement et à la biodiversité ;
- de lutter contre le braconnage, la pollution ou la destruction de zones essentielles à la faune sous-marine ;
- de contribuer à une meilleure connaissance du milieu marin en collaborant aux études scientifiques sur le sujet ;
- de proposer à ses adhérents des actions d’informations et de formation sur les enjeux environnementaux, en prônant une pratique éthique et responsable ;
- de défendre la pérennité de la chasse sous-marine de loisir en tant que patrimoine culturel et sportif, la liberté d'accès et de pratique pour le plus grand nombre et notamment les jeunes ainsi que l’équité de traitement avec les autres types de pêche ;
- de représenter les chasseurs sous-marins dans les processus de concertation et de gestion accompagnant les projets d’aires marines protégées (sites Natura 2000 et parcs naturels marins en tant que réelle force de proposition ;
- d’établir un dialogue constructif avec les différents acteurs du milieu marin (plaisance, pêche loisir, pêche professionnelle, collectivités, institutions, associations de défense de l’environnement, …) ;

L'association espère regrouper les personnes partageant une vision responsable et moderne de la pratique de la chasse sous-marine dans un esprit de durabilité.

### Aires marines protégées
En 2012, 76 sites Natura 2000 en mer ont été créés sur le littoral français. La FCSMP a rejoint les comités de pilotage des sites de Porquerolles,, Chausey,, la lagune du Brusc -  Cap Sicié - Six-Fours,,
la pointe fauconnière,,
la corniche varoise,,
Porto - Scandola - Revellata - Calvi - Calanques de Piana,,
Camargue,,
les Glénan, et
Côte Bleue Marine,.
En 2012, 10 parcs naturels marins ont été créés sur le littoral français. La FCSMP est partie prenante dans les projets de la plupart d'entre eux.

### Mailles halieutiques conseillées
Estimant que les mailles halieutiques réglementaires fixées par les législations française et européenne ne sont pas suffisantes pour permettre une bonne reproduction des espèces, la FCSMP recommande des mailles supérieures pour la mer Méditerranée et pour la Manche, l'océan Atlantique et la mer du Nord.

### Législation et sécurité
Dans le cadre de la charte d'engagements et d'objectifs pour une pêche maritime de loisir écoresponsable, la FCSMP entreprend également de sensibiliser les chasseurs sous-marins aux questions de législation et de sécurité.

## Licence
La licence, qui s'adresse aux particuliers mais aussi aux personnes morales (clubs), offre la garantie d’être représenté et défendu dans tous les groupes de travail, de concertation, et de gestion liés à la mise en place massive des aires marines protégées sur le littoral français et permet de se tenir informé sur l’évolution des dossiers par l'intermédiaire du site FCSMP et du forum de discussion.
Depuis août 2011, les adhérents à jour de leur cotisation sont couverts en responsabilité civile.

## Les commissions
La FCSMP dispose de trois commissions, la commission « affaires générales » composée de l'ensemble des membres du conseil d’administration ainsi que des responsables des autres commissions qui le souhaitent, la commission « communication » dont les responsables et participants sont proposés et approuvés par le conseil d’administration et la commission « environnement » dont les responsables et participants sont proposés et approuvés par le conseil d’administration et qui est constituée de deux pôles, un « pôle scientifique » et un « pôle coordination des actions ».

## Le magazine

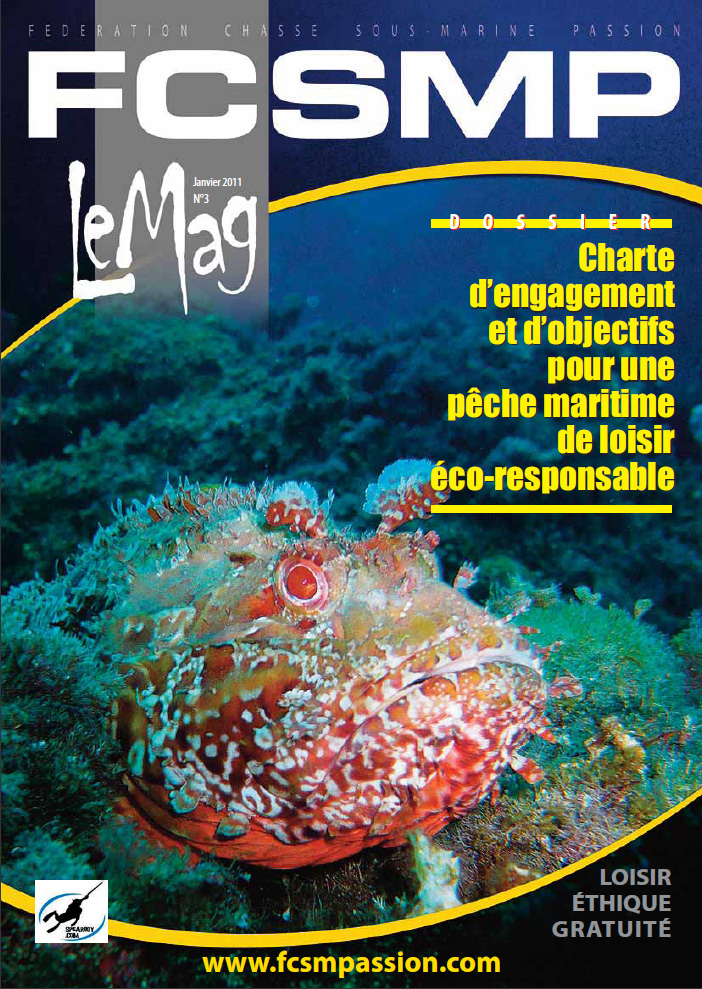
Le n°3 du magazine de la FCSMP, « Le Mag ».

Depuis janvier 2011, la FCSMP propose un magazine interactif. Surnommé « le Mag », il est disponible gratuitement en ligne au format PDF.